# Ньябенда, Паскаль
Паска́ль Ньябе́нда (рунди и фр. Pascal Nyabenda; род. 12 апреля 1966 года) — бурундийский политик, председатель Национального собрания. Представитель общности хуту.

## Биография
В июне 2020 года мог, согласно Конституции Бурунди, стать временно исполняющим обязанности президента страны после смерти Пьера Нкурунзизы и первоначально даже рассматривался таковым некоторыми иностранными официальными лицами. Однако в итоге Конституционный суд Бурунди принял решение, что переходный период не нужен, а избранный президент должен быть приведён к присяге как можно скорее.